# Майрхофен
Ма́йрхофен (нем. Mayrhofen) — ярмарочная коммуна (нем. Marktgemeinde) в Австрии, в федеральной земле Тироль, в долине Циллерталь.
Входит в состав округа Швац. Площадь коммуны составляет 178,79 км², население — 3907 человек (1 января 2021), плотность населения — 22 чел./км². Официальный код — 70920.

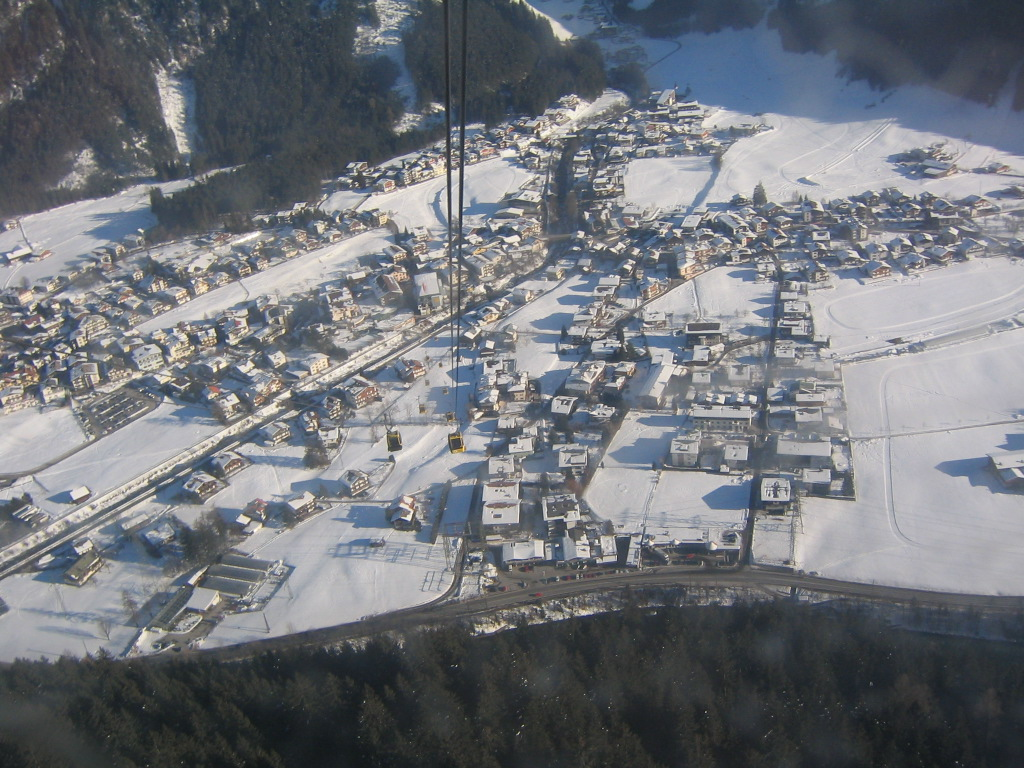
Майрхофен

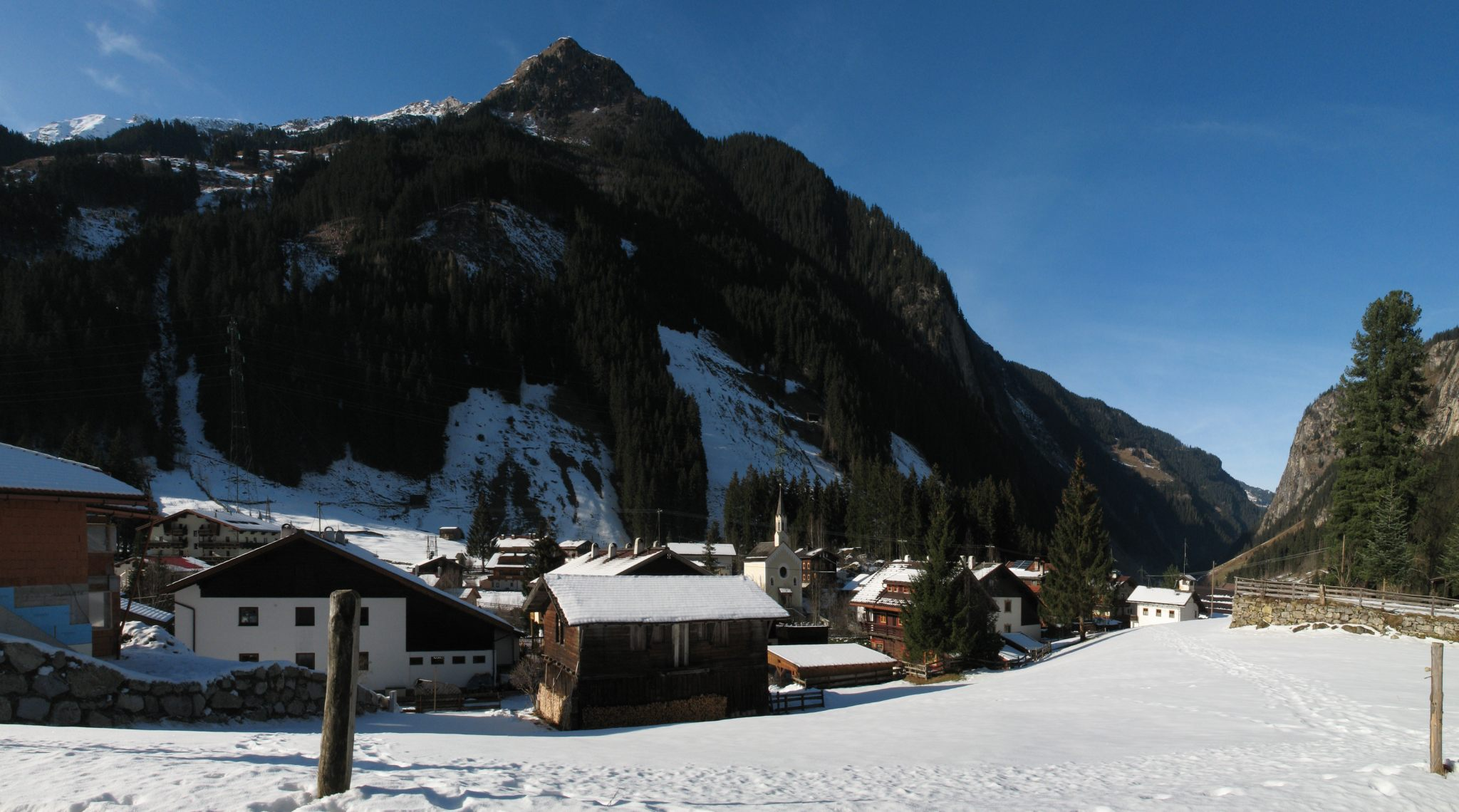
Майрхофен

Железнодорожная станция Циллертальской железной дороги.

## Экономика
Популярный горнолыжный курорт. Общая протяженность горнолыжных трасс составляет 159 км. Основные районы катания — Пенкен и Ахорн, а также Расткогель и Хорберг. Многочисленные канатные дороги. Экономическая активность в посёлке в основном связана с обслуживанием туристов.
На территории Майрхофена расположена гидроэлектростанция.

## Население
| Год  | Численность |
| ---- | ----------- |
| 1869 | 1172        |
| 1889 | 1114        |
| 1890 | 1094        |
| 1900 | 1096        |
| 1910 | 1218        |
| 1923 | 1514        |
| 1934 | 1827        |
| 1939 | 2076        |
| 1951 | 2351        |
| 1961 | 2523        |
| 1971 | 3175        |
| 1981 | 3270        |
| 1991 | 3679        |
| 2001 | 3751        |
| 2011 | 3743        |
| 2021 | 3907        |

## Политическая ситуация
Бургомистр коммуны — Гюнтер Фанкхаузер (местный блок) по результатам выборов 2004 года.
Совет представителей коммуны (нем. Gemeinderat) состоит из 15 мест.
- местный список: 6 мест.
- местный список: 5 мест.
- Партия Ausweg — für ein ausgewogenes Mayrhofen занимает 4 места.

## Климат
| Климатограмма Майрхофена                             | Климатограмма Майрхофена | Климатограмма Майрхофена | Климатограмма Майрхофена | Климатограмма Майрхофена | Климатограмма Майрхофена | Климатограмма Майрхофена | Климатограмма Майрхофена | Климатограмма Майрхофена | Климатограмма Майрхофена | Климатограмма Майрхофена | Климатограмма Майрхофена |
| ---------------------------------------------------- | ------------------------ | ------------------------ | ------------------------ | ------------------------ | ------------------------ | ------------------------ | ------------------------ | ------------------------ | ------------------------ | ------------------------ | ------------------------ |
| Я                                                    | Ф                        | М                        | А                        | М                        | И                        | И                        | А                        | С                        | О                        | Н                        | Д                        |
| 55 1 −4                                              | 46 4 −3                  | 63 10 −0                 | 74 14 3                  | 97 20 8                  | 131 22 11                | 149 24 13                | 131 23 12                | 97 19 9                  | 65 14 5                  | 75 6 0                   | 62 1 −3                  |
| Температура в °C • Сумма осадков в мм Источник: ZAMG |                          |                          |                          |                          |                          |                          |                          |                          |                          |                          |                          |